# Коваль Михайло Васильович
Михайло Васильович Коваль (11 червня 1933 — 15 вересня 2001) — український історик, спеціаліст з історії України періоду Другої світової війни. Доктор історичних наук, професор (1983), Заслужений діяч науки і техніки України (1996).

## Біографія
Михайло Коваль народився в Києві у сім'ї військовослужбовця.
У 1957 році закінчив історико-філософський факультет Київського університету.
Працював редактором у видавництві АН УРСР. З 1961 року — науковий співробітник Інституту історії АН УРСР. У 1964 році захистив кандидатську дисертацію на тему «Українська культура у період Великої Вітчизняної війни (1941—1945 рр.)», а в 1975 — докторську дисертацію на тему «Громадсько-політична діяльність трудящих України у період Великої Вітчизняної війни».
У 1983—1995 роках — професор Київського педагогічного інституту. У 1988—2000 роках — завідувач відділу історії України періоду Другої світової війни Інституту історії України НАН України.
У 1972—1988 роках — заступник головного редактора, у 1988—1994 роках — головний редактор «Українського історичного журналу».
Його брат, Леонід Коваль (1933—2000) — правознавець, доктор юридичних наук, професор, заслужений діяч науки і техніки України.

## Праці
Творча спадщина Михайла Коваля налічує понад 400 праць, в тому числі 8 монографій.
Нові підходи у висвітленні історії України періоду Другої світової війни позначено в його працях:
- Україна у Другій світовій і Великій Вітчизняній війнах (1939—1945 рр.): спроба сучасного концептуального бачення (Київ, 1994)
- Україна, 1939—1945: маловідомі і непрочитані сторінки історії (Київ, 1995)
- Друга світова війна і Україна, 1939—1945 рр.: історіософські нотатки (Київ, 1999)
- Україна в Другій світовій і Великій Вітчизняній війнах (1939—1945 рр., вийшла в 15-томній серії «Україна крізь віки», т. 12. Київ, 1999)